# Seznam ameriških rokoborcev
Seznam ameriških rokoborcev.

## A
Jack Adkisson - Kerry Adkisson - Kevin Adkisson - Mike Adkisson - William Afflis - Aaron Aguilera - Lou Albano - Brent Albright - Brandy Alexander (rokoborec) - Mike Alfonso - Terry Allen (rokoborec) - Michael Altieri - Arn Anderson - Brad Anderson (rokoborec) - Gene Anderson - Ken Anderson (rokoborec) - Melissa Anderson - Ole Anderson - Eric Angle - Kurt Angle - Rodney Anoai - William Ansor - Scott Antol - Ray Apollo - Jason Arhndt - Austin Aries - Alex Arion - Bob Armstrong - Brad Armstrong - Scott Armstrong - Steve Armstrong - Charles Ashenoff - Christopher Ashford-Smith - Tony Atlas - Stone Cold Steve Austin - 

## B
Bob Backlund - Marcus Bagwell - Antonio Banks - Art Barr - Doug Basham - David Batista - Becky Bayless - Edward Leslie - Fred Beel - Rob Begley - Carlene Begnaud - Rodney Begnaud - Stephanie Bellars - Shelton Benjamin - Matt Bentley - Adolfo Bermudez - Retesh Bhalla - Scott Bigelow - Adam Birch - Eric Bischoff - Steve Blackman - Brian Blair - Al Blake - Fred Blassie - Matthew Bloom - Wayne Bloom - Terri Runnels - Nick Bockwinkel - Michael Boehne - Michael Bollea - Larry Latham - William Boulware mlajši - Todd Bradford - Jeff Bradley - Carl Brantley - Bobo Brazil - Mike Brenley - Gerald Brisco - Jack Brisco - Phil Brooks - Dennis Brown (rokoborec) - Monty Brown - Wagner Brown - Jim Browning - Jason Broyles - Joseph Bruce - Terry Brunk - James Brunzell - Sacha Bryant - Mike Bucci - Barry Buchanan - Tylene Buck - Elijah Burke -

## C
Lance Cade - George Caiazo - Bradley Cain - Mark Calaway - Sara Calaway - William Calhoun - Chris Candito - John Candito - Matt Cappotelli - Leonard Carlson - Crystal Carmichael - Stacy Carter - David Cash - Tom Cassett - John Cena - Paul Centopani - Tara Charisma - Chris Chavis - Chris Chetti - Michael Ciriglio - Bryan Clark - Vincent Clark - Henry Clayton - Jonathan Coachman - Allen Coage - Chad Collyer - Scott Colton - Dennis Condrey - Accie C. Connor - Rico Constantino - Rob Conway - Mark Copani - Rick Cornell - John Corso - Thomas Couch - Daniel Covell - Wayne Cowan - Jerome Crony - Jamie Crookshanks - Jamie Cross - Jason Cross - Matt Cross - Benny Cuntapay - 

## D
Shawn Daivari - Dale Veasey - Jon Dalton - Bryan Danielson - Bill Dannenhauser - Brian Danovich - Jim Darrel - Barry Darsow - Daniel Burile - William DeMott - Tony DeVito - Man Mountain Dean - Delirious (rokoborec) - Michael Depoli - Ted DiBiase - Mike Diamond - James J. Dillon - Nick Dinsmore - Ken Doane - Pete Doherty (rokoborec) - Steve Doll - Danny Dominion - Joseph Dorgan - Doug Furnas - Andy Douglas (rokoborec) - Shane Douglas - Super Dragon - Mike Droese - Darren Drozdov - Cleotis Dudley - James Dudley - Jim Duggan - Amy Dumas - Bobby Duncum mlajši - Marcus Dupree - Anthony Durante - Michael Durham - 

## E
Bill Eadie - Bobby Eaton - Paul Ellering - Cousin Elmer - Mike Enos - Nelson Erazo - Kristin Eubanks - Sid Eudy - Jack Evans - 

## F
The Fabulous Moolah - Page Falkenberg - Ed Farhat - Jeff Farmer - The Honky Tonk Man - Eddie Fatu - Sam Fatu - Solofa Fatu - Manny Fernandez (rokoborec) - Ray Fernandez - Ed Ferrera - Kevin Fertig - Stephanie Finochio - Dean Fiske - David Flair - Ric Flair - Jerry Flynn - Mick Foley - Chris Ford (rokoborec) - Francine Fournier - Adrian Adonis - John Frankle III. - Nelson Frazier mlajši - Paul Jones (rokoborec) - Valerie French - Harry Fujiwara - Robert Fuller - Jim Fullington - Dory Funk mlajši - Alan Funk - Dory Funk - Terry Funk - 

## G
Greg Gagne (rokoborec) - Verne Gagne - Scott Garland - Jimmy Garvin - Shad Gaspard - Peter Gasperino - Jackie Gayda - Terry Gerin - Herb Gerwig - Eddie Gilbert - Glenn Gilberti - Duane Gill - Dan Gimondo - Bill Goldberg - Jimmy Golden - Frank Goodish - Terry Gordy - Frank Gotch - Zach Gowen - Grady Johnson - Billy Graham (rokoborec) - Eddie Graham - Mike Graham - Marybeth Grant - George Gray (rokoborec) - Al Green (rokoborec) - Noreen Greenwald - Gregg Groothuis - Peter Gruner - Chris Guy - 

## H
Charlie Haas - Russ Haas - Jillian Hall - Scott Hall - Nick Hamilton - Chris Hamrick - Stan Hansen - Vanessa Harding - Jeff Hardy - Matt Hardy - Chris Harris (rokoborec) - Don Harris - Jim Harris (rokoborec) - Rick Harris - Ron Harris (rokoborec) - Gary Hart (rokoborec) - Nick Hasis - Oren Hawxhurst - Michael Hayes (rokoborec) - Trisa Hayes - Billy Jack Haynes - Mike Haynor - Daizee Haze - David Heath (rokoborec) - Bobby Heenan - Brian Heffron - Michael Hegstrand - Jon Heidenreich - Lawrence Heinemi - Gregory Helms - Christy Hemme - Curt Hennig - John Hennigan - Mark Henry - Ronald Herd - Gino Hernandez - Mike Hettinga - Dale Hey - Melissa Hiatt - Brian Hildebrand - Mark Hildreth - James Hines - Harold Hoag - Hulk Hogan - Danny Holly - Robert Horne - Tim Horner - Barry Horowitz - Malia Hosaka - Jamie Howard - Bob Holly - Lance Hoyt - Booker Huffman - Lane Huffman - Maven Huffman - John Hugger - Curtis Hughes - Devon Hughes - Elizabeth Hulette - April Hunter - Matthew Hyson - 

## I
Austin Idol - Barney Irwin - Scott Irwin - 

## J
Chet Jablonski - Glen Jacobs - Elizabeth James - BG James - Mickie James - Marty Jannetty - Jeff Jarrett - Jerry Jarrett - James Jefferson - David Jefferson - Johnny Jeter - Jim Powers - Mark Jindrak - John Jirus - Dwayne Johnson - Mac Johnson - Joseph Jones (rokoborec) - Mike Jones (rokoborec) - Orlando Jordan - Josie (rokoborec) - 

## K
Leilani Kai - Reuben Kane - Chris Kanyon - Evan Karagias - Alex Karras - Andy Kaufman - Matthew Kaye - Frankie Kazarian - Stacy Keibler - Steve Keirn - Brian Kendrick - Pat Kenney - Don Kernodle - Mark Kerr - Raymond Kessler - Ron Killings - Chris Kindred - Eddie Kingston - Lana Kinnear - Dennis Knight - Jason Knight - Brian Knighton - Matt Knowles - Nikita Koloff - Kousin Krazy - 

## L
Vito LaGrasso - Ernie Ladd - Mark Lamonica - Jennifer Lane - Stan Lane - Jack Lanza - Franklin Lashley - David Lauer - Tom Laughlin (rokoborec) - Joanie Laurer - John Laurinaitis - Joseph Laurinaitis - Brian Lawler - Jerry Lawler - John Layfield - John LeRoux - Brian Harris - Rodney Leinhardt - Brock Lesnar - Paul Levesque - Scott Levy - Mark Lewin - Ed Lewis - Reginald Lisowski - Tom Lister mlajši - Alere Little Feather - Ray Lloyd - Mike Lockwood - Sam Loman - Steve Lombardi - Josh Lomberger - Paul London - Dan Lopez - Jose Lothario - Lex Lovett - Lex Luger - Cynthia Lynch - Jerry Lynn - 

## M
Alberto Madril - Brian Mailhot - Michael Manna - James Maritato - Debra Marshall - Sherri Martel - Harvey Martin - Patrick Martin - Shelly Martinez - Truth Martini - Ashley Massaro - Tom Matera - Michelle McCool-Alexander - Wahoo McDaniel - Shane McMahon - Vince McMahon - Stephanie McMahon-Levesque - Steve McMichael - Angel Medina - Marc Mero - Rena Mero - Anthony Michaels - Rick Michaels - Shawn Michaels - Linda Miles - Ernest Miller - John Minton (rokoborec) - Mister Zero - Nick Mitchell - Mike Mizanin - Sick Nick Mondo - Gorilla Monsoon - Jacqueline Moore - Shannon Moore - Chris Mordetsky - Lisa Moretti - Matt Morgan - Jim Morris (rokoborec) - Danny Doring - Ricky Morton - Caryn Mower - Louis Mucciolo - William Muldoon - Blackjack Mulligan - Wayne Munn - Don Muraco - Dick Murdoch - Jamal Mustafa - 

## N
Kevin Nash - Jim Neidhart - Derek Neikirk - Kim Neilson - Ricky Nelson (rokoborec) - Nick Nemeth - Leo Nomellini - John Nord - Anthony Norris - Kevin Northcutt - Scott Norton - Christopher Nowinski - 

## O
Sean O'Haire - Cassidy O'Reilly - Paul Olafsson - Paul Orndorff - Angel Orsini - Barry Orton - Bob Orton mlajši - Bob Orton - Randy Orton - Matt Osborne - Glen Osbourne - Fred Ottman - 

## P
Chris Pallies - Chuck Palumbo - Frank Paris - Chris Parks - King Parsons - Ken Patera - Chris Pavone - Bamm Bamm Penders - Al Perez - Melina Perez - William Perry (športnik) - Darryl Peterson - David Peterson (rokoborec) - Ted Petty - Beth Phoenix - Brian Pillman - Josh Piscura - Craig Pittman - Mike Plotcheck - Terri Poch - Angelo Poffo - Lanny Poffo - Peter Polaco - Al Poling - Tom Prichard - Percy Pringle - Dawn Marie Psaltis - Daniel Puder - Jamin Pugh - Ivan Putski - 

## Q
Michael Spillane - Dan Quirk - 

## R
Harley Race - Bay Ragni - James Raschke - Jimmy Rave - Jonathan Rechner - Robert Rechsteiner - Scott Rechsteiner - Butch Reed - Steve Regal - Ron Reis - John Richardson (rokoborec) - Tommy Rich - Jason Riggs - Johnny Riggs - Ken Rinehurst - Harry Del Rios - Sylvester Ritter - Victor Rivera - Alex Rizzo - Nickla Roberts - Charles Robinson (rokoborec) - Dennis Rodman - "Nature Boy" Buddy Rogers - Rip Rogers - Brian Rogowski - Dean Roll - Benjamin Roller - Chris Romero - Mark Romero - Steven Romero - Richard Rood - Romeo Roselli - Jeff Roth - Mike Rotunda - Sean Royal - Virgil Runnels III. - Virgil Runnels mlajši - Rufio Rush - Glen Ruth - 

## S
Chris Sabin - Jerome Saganovich - Harold Sakata - Vanessa Sanchez - Mike Sanders - David Santo - Bob Sapp - Allen Sarven - Bruno Sassi - Perry Satullo - Randy Savage - Wendy Savinovich - Joe Scarpa - Chris Scoville - Nick Scoville - Joe Seanoa - Jason Seguine - Peter Senerca - Dan Severn - Ken Shamrock - Mike Shane - Todd Shane - Mike Shaw - Tamie Sheffield - Jamar Shipman - Sonny Siaki - Brandon Silvestry - Ron Simmons - Dean Simon - Arnold Skaaland - Charles Skaggs - Elix Skipper - Scorpio Sky - Seth Skyfire - Dick Slater - Sgt. Slaughter - Richard Slinger - Aurelian Smith mlajši - John T. Smith - Justice Smith - Michael Smith (rokoborec) - Robin Smith - Tracy Smothers - Gene Snitsky - Monty Sopp - George South - Johnny Spade - Jason Spence - Charles John Spencer - Dan Spivey - Shannon Spruill - John Stagikas - Ricky Steamboat - George Steele - Larry Stephens - Aaron Stevens (rokoborec) - Chase Stevens - Veronica Stevens - Sting (rokoborec) - James Storm - Adrian Street - Roderick Strong - Sedrick Strong - A.J. Styles - Kevin Sullivan (rokoborec) - Sharmell Sullivan - Robert Swenson - Matt Sydal - Tammy Lynn Sytch - Rob Van Dam - Debbie Szestecki - Terry Szopinski - 

## T
Mr. T - Bill Tabb - Pat Tanaka - Toru Tanaka - Akebono Taro - Tarzan Tyler - Chris Taylor (rokoborec) - Lawrence Taylor - Mike Taylor (rokoborec) - Terry Taylor - Sylvester Terkay - Lou Thesz - Jennifer Thomas - Sailor Art Thomas - Curtis Thompson - Desmond Thompson - Randy Thornton - Maurice Tillet - Big Tilly - John Toland (rokoborec) - Al Tomko - Travis Tomko - Dale Torborg - Ray Traylor - Trevor Rhodes - Jerry Tuite - 

## U
Ultramantis - Joseph Utsler - 

## V
James Valen - Greg Valentine - Johnny Valentine - Lisa Marie Varon - Mark Vartanian - Andrew Vassos - Chris Vaughn - Kevin Vaughn - Jesse Ventura - Scott Vick - 

## W
Kevin Wacholz - George Wagner - Sean Waltman - James Ware - Jeff Warner - Charles Warrington - Warrior (rokoborec) - Mikey Whipwreck - Bill Watts - Erik Watts - Alicia Webb - Jim Wehba - Johnny Weiss - Pez Whatley - Lawrence Whistler - Leon White - Reggie White - B.J. Whitmer - Chad Wicks - Matt Wiese - Paul Wight - Del Wilkes - Ian Rotten - Rick Williams - Steve Williams (rokoborec) - Ryan Wilson - Torrie Wilson - Barry Windham - Kendall Windham - Ed Wiskoski - Brian Woermann - Brian Wohl - Christie Wolf - Gary Wolfe - Kelly Wolfe - Tim Woods - Brett Woyan - Buzz Sawyer - Charles Wright (rokoborec) - C.W. Anderson - Marty Wright - Valerie Wyndham - 

## Y
Brian Yandrisovitz - New Jack - Mae Young - James Yun - 

## Z
Stanislaus Zbyszko - Tom Zenk - 